# Nirvana (ban nhạc)
Nirvana là một ban nhạc rock người Mỹ được thành lập ở Aberdeen, Washington vào năm 1987. Ban nhạc do giọng ca chính kiêm nghệ sĩ guitar Kurt Cobain và tay bass Krist Novoselic thành lập, họ đã trải qua nhiều tay trống khác nhau, đáng chú ý nhất là Chad Channing, trước khi chiêu mộ Dave Grohl vào năm 1990. Thành công của Nirvana đã làm phổ biến alternative rock và họ thường được nhắc đến là ban nhạc đại diện cho thế hệ X. Âm nhạc của họ vẫn duy trì được sự quan tâm từ người hâm mộ và tiếp tục ảnh hưởng đến văn hóa nhạc rock hiện đại.
Vào cuối những năm 1980, Nirvana đã khẳng định vị thế của mình trong làn sóng nhạc grunge ở Seattle bằng việc phát hành album đầu tay Bleach, cho hãng đĩa độc lập Sub Pop vào năm 1989. Họ đã phát triển một thứ âm thanh dựa trên sự tương phản, thường là giữa những đoạn nhạc trầm lắng và những đoạn điệp khúc ồn ào, nặng nề. Sau khi ký hợp đồng với hãng đĩa lớn DGC Records vào năm 1991, Nirvana đã đạt được thành công vang dội với "Smells Like Teen Spirit", đĩa đơn đầu tiên trong album thứ hai mang tính bước ngoặt Nevermind (1991). Là một hiện tượng văn hóa của thập niên 1990, Nevermind đã được chứng nhận Kim cương bởi RIAA và được ghi nhận là nguyên nhân chấm dứt sự thống trị của hair metal.
Với phong cách punk đặc trưng, sự kết hợp giữa giai điệu pop với tiếng ồn, bên cạnh các chủ đề về sự thấp hèn và tách biệt xã hội đã giúp họ trở nên nổi tiếng toàn cầu. Sau nhiều chuyến lưu diễn dày đặc cũng như việc phát hành album tổng hợp Incesticide và EP Hormoaning vào năm 1992, ban nhạc đã phát hành album phòng thu thứ ba rất được mong đợi, In Utero (1993). Album đứng đầu cả bảng xếp hạng album của Hoa Kỳ và Vương quốc Anh, đồng thời được các nhà phê bình đánh giá cao. Sau khi Cobain tự sát vào tháng 4 năm 1994, Nirvana tan rã. Những bản phát hành tiếp theo được giám sát bởi Novoselic, Grohl và vợ góa của Cobain là Courtney Love. Album trực tiếp MTV Unplugged in New York (1994) giành giải Trình diễn nhạc Alternative xuất sắc nhất tại giải Grammy năm 1996.
Nirvana là một trong những ban nhạc bán đĩa nhạc chạy nhất mọi thời đại, với doanh số hơn 75 triệu đĩa trên toàn thế giới. Trong ba năm hoạt động chính thống, Nirvana đã nhận được giải thưởng Âm nhạc Mỹ, giải Brit và giải Grammy, cũng như bảy giải Video âm nhạc của MTV và hai giải NME. Họ sở hữu năm bản hit quán quân trên bảng xếp hạng Billboard Alternative Songs và bốn album quán quân trên Billboard 200. Năm 2004, Rolling Stone đã xếp Nirvana vào danh sách 100 nghệ sĩ vĩ đại nhất mọi thời đại. Năm 2014, họ đã được giới thiệu vào Đại sảnh Danh vọng Rock and Roll trong năm đầu tiên đủ điều kiện.

## Những năm đầu

Nirvana in 1989. Từ trước đến sau: Cobain, Everman, Channing, Novoselic

Kurt Cobain và Krist Novoselic gặp nhau vào năm 1985. Cả hai đều là fan của ban nhạc The Melvins và thường xuyên lang thang ở gần chỗ ban nhạc đang luyện tập. Sau một vài sai lầm ban đầu khi tạo dựng ban nhạc riêng của mình, cả hai người đã chọn tay trống mới là Aaron Burckhard, và dường như đã thấy được hình bóng của Nirvana. Trong những tháng đầu tiên thành lập, cả hai người làm việc với vài tay trống khác nhau, bao gồm Dale Crover của The Melvins, người đầu tiên chơi demo cho họ. Cùng lúc đó, ban nhạc cũng đã đổi rất nhiều tên như Skid Row, Pen Cap Chew và Ted Ed Fred, trước khi cuối cùng lựa chọn cái tên Nirvana vào tháng 2 năm 1988. Vài tháng sau đó, tay trống cuối cùng của ban nhạc đã được chọn là Chad Channing.
Album đầu tiên của Nirvana, Bleach đã được Hãng Sub Pop phát hành vào năm 1989. Bleach bị ảnh hưởng cao bởi ban nhạc The Melvins, với âm nhạc heavy dirge-rock của Mudhoney và bởi nhạc rock thập niên 1970 của Black Sabbath và Led Zeppelin. Trong cuộc phỏng vấn vào năm 2001 với Rolling Stone Novoselic đã nói rằng ban nhạc bật một đoạn băng trong chiếc xe của họ trên đường đi lưu diễn có album của The Smithereens ở một mặt băng và album của ban nhạc Celtic Frost ở mặt kia và cũng nói rằng việc kết hợp cũng có thể có ảnh hưởng tốt.
Mặc dù không thực sự chơi trong album, Jason Everman đã chơi ghi ta trong Bleach nhưng anh cũng đã kiếm tiền cho việc ghi âm này là 606,17 đô la Mỹ. Sau khi album hoàn thành, Everman đã có một bất đồng nhỏ và ở lại ban nhạc như một người chơi ghi ta thứ hai nhưng sau đó đã bị thải hồi trong tua diễn lần đầu của ban nhạc ở Mỹ. Không lâu sau đó, anh đã chơi bass cho ban nhạc Soundgarden trước khi tham gia ban nhạc Mind Funk.
Vào đầu năm 1990, ban nhạc bắt đầu làm việc với nhà sản xuất Butch Vig để thu âm phần tiếp theo cho Bleach. Trong đợt thu âm này, Kurt và Krist nhận ra rằng Chad không phải là tay trống thực sự cho ban nhạc và sau khi thu âm, Chad đã ra đi. Sau một vài tuần làm việc với Dale Crover của ban nhạc The Melvins, họ đã thuê tay trống Dan Peters của ban nhạc Mudhoney, với người này, họ đã cho ghi âm bài "Sliver". Cuối năm đó, Buzz Osborne của The Melvins giới thiệu họ với Dave Grohl, người đang muốn tham gia một ban nhạc mới sau sự tan rã bất ngờ của D.C., một ban nhạc hardcore punk Scream.

## Nevermind
Theo sự giới thiệu của Sonic Youth's Kim Gordon, David Geffen, người trong hãng DGC Records đã ký hợp đồng cộng tác với Nirvana trong năm 1990. Sau đó ban nhạc đã thu âm album đầu tiên với nhãn hiệu lớn. Kết quả là album Nevermind đã ra đời mà hiện nay được biết đến như là một tác phẩm kinh điển của ban nhạc huyền thoại này.
Trong album này, ban nhạc đã quyết định tiếp tục làm việc với Vig. Ngoài việc thu âm tại phòng thu Madison của Vig vào năm 1990, ban nhạc cũng đã chuyển sang thu âm ở phòng thu Sound City ở Los Angeles. Trong vòng hai tháng, ban nhạc đã thực hiện được rất nhiều bài hát trong catalog của mình. Một vài bài như "In Bloom" và "Breed" là bài "làm vốn" của ban nhạc trong nhiều năm, còn những bài khác như "On a Plain" và "Stay Away" thì không có lời hoàn chỉnh cho đến giữa quá trình thu âm.
Sau khi việc thu âm hoàn thành, Vig và ban nhạc làm việc hoà âm cho các album. Tuy nhiên, vài ngày sau, cả Vig và ban nhạc nhận ra rằng họ không hài lòng với sự hoà âm này. Sau đó, họ đã quyết định gọi người khác đến xem lại việc hoà âm và hãng DGC cũng cấp một danh sách những người có khả năng làm việc này. Danh sách này có tên một vài người có như Scott Litt (được biết đến trong công việc với ban nhạc R.E.M.) và Ed Stasium (được biết đến trong công việc với ban nhạc The Smithereens). Tuy nhiên, Cobain lo ngại rằng nếu hợp tác với nhhững người nổi tiếng như vậy sẽ làm cho album giống album của các ban nhạc đó. Anh đã quyết định chọn một người ở cuối danh sách, bên cạnh tên 'Slayer': Andy Wallace. (Wallace là nhà sản xuất cùng Slayer vào năm 1990 với album Seasons in the Abyss).
Wallace đã mang tới cho album một gương mặt mới, thêm nhiều các lớp nhạc và những kỹ xảo phòng thu làm cho album trở nên bóng bẩy hơn, tinh tế hơn. Một vài tháng sau khi phát hành album, Cobain đã nói với giới báo chí rằng Wallace đã làm cho Nevermind trở nên tuyệt diệu hơn và Wallace với ban nhạc đã để hết tâm trí vào trong quá trình hoà âm. Thậm chí nếu ban nhạc thất vọng với âm thanh của album, Wallace đã làm giảm bớt đi khuynh hướng rock trong album và tạo nên một loại nhạc ready rock thành công đến nỗi những người khác cũng muốn được sử dụng lại trong thập kỷ tới.
Ban đầu, Nevermind không mong được bán hơn 500.000 bản. Nhưng thật không ngờ, album đã nhận được 3 lần danh hiệu đĩa bạch kim (do bán được 3 triệu bản) ở Mỹ trong vòng chưa đầy 6 tháng sau khi phát hành. "Smells Like Teen Spirit" đã được phát nhiều lần trên MTV, tạo hứng thú cho nhiều người làm theo và góp phần làm âm nhạc grunge thành dòng nhạc chủ đạo lúc bấy giờ. Sự phổ biến của nhạc alternative rock, as well as the sidelining of hair metal, is often credited to Nevermind. Vào tháng 1 năm 1992, album đã đứng đầu bảng xếp hạng của Tạp chí Billboard, thay thế album Dangerous của Michael Jackson, việc này giống như một hành động khẳng định sự vượt trội của dòng nhạc alternative đối với nhạc pop. Mệt mỏi với những lời khen ngợi, ban nhạc đã quyết định không tổ chức thêm tua diễn ở Mỹ để giới thiệu album Nevermind nữa, mà thay vào là việc tổ chức vài buổi công diễn vào cuối năm đó.
Vào tháng 2 năm 1992, sau tua diễn của ban nhạc tới Úc, Cobain đã cưới Courtney Love ở Hawaii. Love đã sinh con gái đầu lòng, Frances Bean vào tháng 8 tiếp theo. Chỉ vài ngày sau khi Frances Bean được sinh, Nirvana đã thực hiện một trong những đêm diễn hay nhất, được đưa lên tin đầu của Reading Festival. Cobain đã lên sân khấu với chiếc xe lăn như là một trò đùa, và sau đó đứng dậy rồi cùng tham gia với các thành viên còn lại trong ban nhạc phá vỡ sự sắp xếp các chất liệu mới và cũ trong âm nhạc. Trong một thời điểm của buổi diễn, Cobain đã kể lại với đám đông về bé gái mới sinh và cùng với đám đông hô khẩu hiệu "Chúng tôi yêu em, Courtney!". Dave Grohl có nhắc tới trong năm 2005 trên chương trình phát thanh Loveline rằng ban nhạc đã thực sự chuẩn bị sẵn sàng nếu có việc gì xảy ra trong đêm diễn, ôn lại các việc đã xảy ra với ban nhạc trước khi có buổi diễn này và việc họ đã không luyện tập trong sáu tháng. Mặc dù vậy, đêm diễn đã kết thúc và trở thành một trong những ký ức không thể nào quên của ban nhạc.

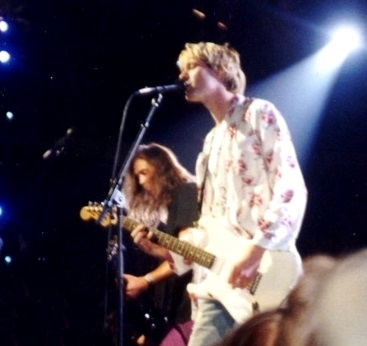
Kurt Cobain và Krist Novoselic tại MTV Video Music Awards 1992

Chưa đầy hai tuần sau đó, Nirvana đã thực hiện một buổi diễn đáng nhớ trong chương trình Trao giải âm nhạc của MTV. MTV muốn ban nhạc chơi bản "Smells Like Teen Spirit", nhưng ban nhạc lại muốn chơi một bản có tên là "Rape Me". MTV cảm thấy e ngại với ý tưởng trình diễn bài hát có tên là "Rape Me" và cuối cùng thì đồng ý cho ban nhạc chơi bài "Lithium" thay vào đó, bài này về sau là một đĩa đơn của ban nhạc. Khi ban nhạc bắt đầu buổi biểu diễn, Kurt đã đập nhịp trên ghi ta và hát một vài đoạn trong bài "Rape Me" làm cho những người làm chương trình MTV bị sốc trước khi ban nhạc hát vào bài chính "Lithium". Gần cuối bài hát, Novoselic đã nhận ra rằng có rắc rối về điện với cây đàn của mình và đã quyết định ném cây bass của anh vào khoảng không để gây kịch tính cho đêm diễn. Anh đã nằm ra đất và cây bass rơi xuống phía trước trán anh, làm anh bị choáng và ngã ra trước sân khấu. Khi Cobain xếp lại nhạc cụ, Grohl chạy đến trước micro và hét lên "Chào, Axl!" nhiều lần, ngụ ý nhắc đến ca sĩ Axl Rose trong ban nhạc Guns'n Rose, với người này ban nhạc và Courtney đã gặp trước đêm diễn.
Nirvana phát hành Incesticide, một tuyển tập các bài hát ở mặt B và những bài hiếm thấy vào tháng 11 năm 1992. Rất nhiều chương trình của Nirvana đã được phát thanh trên đài BBC và những bài thu âm mà chưa được phát hành cũng bắt đầu được lưu hành qua con đường thương mại và buôn lậu băng đĩa, do đó album này đã tạo nên cú đấm mạnh vào thị trường băng đĩa lậu. Album có nhiều bài hát được hâm mộ như "Sliver", "Dive", "Been a Son" và "Aneurysm" và cả các bản cover của các bài hát do The Vaselines thực hiện, một ban nhạc đã trở nên nổi tiếng hơn do việc hát lại các bài của Nirvana.

## In Utero

Bìa album In Utero

Để làm album In Utero năm 1993, ban nhạc đã làm việc với nhà sản xuất Steve Albini, người này được biết tới khi làm album Surfer Rosa cho ban nhạc Pixies. Các phần làm việc với Albini đã được sản xuất nhanh chóng: phiên bản đầu tiên của album đã được thu âm và hoà âm trong 2 tuần, một khoảng cách khá xa so với việc làm với album Nevermind.
Theo sau sự phát hành album, những người hâm mộ có cảm giác rằng ban nhạc muốn làm méo mó kiệt tác này. Tuy nhiên, thật sự là ban nhạc cũng không cảm thấy hài lòng với những sự hoà âm của Albini. Đặc biệt, họ đã nghĩ là mức âm bass là quá thấp và Cobain cảm thấy rằng "Heart-Shaped Box" và "All Apologies" có âm thanh chưa được "hoàn hảo". Một thời gian dài sau đó, nhà sản xuất Scott Litt của ban nhạc R.E.M đã dược gọi đến để nhờ thu âm hai bài hát này, Cobain cũng tham gia phối nhạc và hát đệm cùng. Litt cũng đã hoà âm lại bài "Pennyroyal Tea", nhưng phiên bản do Albini làm vẫn được sử dụng trong album. (DGC sau đó đã có kế hoạch phát hành các bản hoà âm của Litt ra dạng các đĩa đơn).
Với In Utero, ban nhạc cũng đã phải đương đầu với đơn vị kiểm duyệt. Các cửa hàng lớn như Kmart và Wal-Mart từ chối album này, đặc biệt là với bài "Rape Me". Ban nhạc phải chấp nhận lời đề nghị và đã biên tập lại một phiên bản khác của album với việc làm nghệ thuật "sạch sẽ' và bài "Rape Me" được đặt lại tên mới là "Waif Me". Không chỉ bao gồm cả bài "Pennyroyal Tea", bản hoà âm của Litt, âm nhạc trong album mới này vẫn đồng nhất với phiên bản trước. Khi được hỏi về phiên bản đã được biên tập lại, Kurt nói rằng anh có thể liên lạc với một người thị trưởng của thành phố nhỏ mà không có kho lưu trữ âm nhạc địa phương và ra lệnh cho họ mua nhạc của ban nhạc ở Kmart.
Heart-Shaped Box đã nhận được những lời chào mừng nồng nhiệt của nhạc alternative và dòng nhạc chủ đạo trên đài phát thanh. Còn In Utero đã được đứng đầu trong bảng bình chọn của Tạp chí Billboard, nhưng album vẫn không thành công rực rỡ như Nevermind. Khi ban nhạc lưu diễn ở Mỹ cho việc giới thiệu In Utero, đây cũng chính là tua diễn đầu tiên sau sự thành công của "Smells Like Teen Spirit", số người tham dự đều đặn khoảng nửa sân vận động. Ban nhạc cũng bị lúng túng bởi tua diễn ủng hộ cho Nevermind không có và những thử thách của album mới. (Để phục vụ tua diễn giới thiệu In Utero, ban nhạc đã lấy thêm Pat Smear từ ban nhạc punk rock The Germs để làm tay ghi ta thứ hai).
Vào tháng 11 năm 1993, ban nhạc đã quyết định thay đổi hướng đi và ngồi lại cho một buổi trình diễn trên chương trình MTV Unplugged. Chương trình này đã thể hiện chiều sâu sáng tác nhạc của Cobain, cái mà thường xuyên bị che giấu dưới những âm thanh điên cuồng, mãnh liệt của ban nhạc. Việc chọn lựa các bài hát cũng chứng minh sự quan tâm đa dạng tới âm nhạc đa dạng của Cobain qua các bài hát được hát lại. Chương trình đã trở thành một thời điểm đáng nhớ trong lịch sử của Nirvana, nếu không bị phóng đại bởi bi kịch đến tiếp theo.
Vào đầu năm 1994, ban nhạc lao vào tua diễn ở châu Âu. Tua diễn được khởi đầu khá tốt đẹp, nhưng càng về sau thì buổi diễn càng tụt dốc và Kurt trông có vẻ mệt mỏi và như mất trí trong buổi diễn, đặc biệt là trong buổi diễn ở Ý. Sau khi tua diễn dừng lại ở Terminal Eins ở München, Đức, vào ngày 1 tháng 3, Cobain đã được chẩn đoán là viêm phế quản và viêm thanh quản nặng. Buổi diễn tiếp theo đã bị hoãn. Vào buổi sáng ngày 4 tháng 3, Cobain đã được Courtney Love tìm thấy trong tình trạng bất tỉnh và được đưa vào bệnh viện ngay lập tức. Bác sĩ đã nói trong cuộc họp báo là Cobain đã bị phản ứng do việc kết hợp giữa thuốc Rohypnol và rượu. Tất cả các kế hoạch diễn còn lại bị huỷ bỏ, bao gồm cả kế hoạch diễn ở Anh.
Vào những tuần tiếp theo, cơn nghiện ma tuý của Cobain lại lên. Người ta đã can thiệp vào và Cobain được đề nghị đi điều trị. Sau gần 1 tuần điều trị, Cobain đã trèo tường và quay trở về Seattle. Một tuần sau đó, vào ngày thứ Sáu, 8 tháng 4 năm 1994, thi thể Cobain đã được một người thợ điện phát hiện tại ngôi nhà ở Seattle, và điều này đã gây tác động tới việc tan rã Nirvana. (Nhiều thông tin hơn về cái chết của Cobain có thể được xem trong các đoạn viết trong bài Kurt Cobain).

## Sau cái chết của Cobain

Bìa album Unplugged in New York

Một vài album của Nirvana đã được phát hành sau cái chết của Cobain. Album đầu tiên phát hành vào tháng 10 năm 1994 với buổi trình diễn trong chương trình MTVUnplugged có tên là Unplugged in New York. Album này cũng có sự đóng góp của các khách mời là các thành viên của ban nhạc Meat Puppets và cả các phiên bản cover những bài hát của Nirvana do Meat Puppets, Leadbelly, The Vaselines và David Bowie biểu diễn.
Hai tuần sau khi phát hành album Unplugged in New York, một video tổng hợp những buổi trình diễn của Nirvana có tên là Live! Tonight! Sold Out!! được phát hành. Cobain đã tự biên soạn một phần đáng kể video này, trong đó có nhiều thông tin về chuyến lưu diễn giới thiệu album Nevermind. Trong video có cảnh đáng nhớ là vụ xô xát với một bouncer tại câu lạc bộ Texas vào tháng 10 năm 1991, ngay khi ban nhạc đang bận trang phục cho buổi diễn bài "Aneurysm" tại Festival nhạc Rock tại Rio de Janeiro, Brasil vào tháng 1 năm 1993.
Mục đích ban đầu của ban nhạc là phát hành bộ MTV Unplugged trong một hộp đĩa đôi, với đĩa thứ hai sử dụng chất liệu âm nhạc điện tử để cho cân bằng với việc chơi nhạc cụ thường. Tuy nhiên, với hai thành viên còn lại của ban nhạc, việc sắp xếp các "tài sản' đã tìm ra được của Nirvana là quá sớm khi cái chết của Cobain còn đang gây cảm xúc tràn ngập cho mọi người. Đĩa thu trực tiếp, một album tổng hợp các bản nhạc mà Nirvana đã thu âm cuối cùng cũng đã được phát hành vào tháng 10 năm 1996 mang tên From the Muddy Banks of the Wishkah.
Vào tháng 8 năm 1997, trang điện tử về tin tức âm nhạc Wall of Sound đã viết rằng Grohl và Novoselic đang làm một băng nhạc gồm toàn bài hiếm có của Nirvana. Bốn năm sau, hãng băng đã thông báo rằng cuốn băng đó đã hoàn thành và sẽ được phát hành vào tháng 9 để đồng thời kỷ niệm 10 năm phát hành album Nevermind. Tuy nhiên, một thời gian ngắn trước ngày phát hành, Courtney Love đã cho dừng việc phát hành băng nhạc, kiện Grohl và Novoselic là những thành viên cũ của Nirvana đã sử dụng tài sản chung cua Nirvana vào việc tư lợi. Tiếp theo sau đó là một trận chiến mở rộng trong việc sở hữu hợp pháp âm nhạc của Nirvana kéo dài đến hơn 1 năm.
Phần lớn các cuộc cãi vã tập trung vào bài hát chưa được phát hành có tên là "You Know You're Right" là bản thu âm lần cuối trong phòng của ban nhạc. Grohl và Novoselic muốn cho bài hát có mặt trong băng nhạc sắp phát hành, muốn những bài ít thấy của ban nhạc được phát hành cùng một thời điểm. Còn Love thì tuy nhiên, bài hát còn quan trọng hơn là chỉ mang mỗi ý nghĩa "hiếm có" và nên được cho vào album có các bài hát hay nhất. Sau hơn một năm thường xuyên tranh cãi về vấn đề này, cuối cùng các bên đồng ý phát hành đĩa nhạc có các bài hát hay nhất, trong đó có bài "You Know You're Right", và mang tên đơn giản là Nirvana. Và đến lượt mình, Love đã đồng ý để cho bài demo thu âm bởi Cobain được sử dụng trong băng nhạc do Grohl và Novoselic phát hành.
Các fan của Nirvana lần đầu tiên được thưởng thức bài "You Know You're Right" vào đầu năm 1995 khi Courtney Love chơi bài này với ban nhạc của cô có tên là Hole trên chương trình MTV Unplugged dưới cái tên là "You've Got No Right". Một bản nhạc sống và vẫn còn ở dạng thô do Nirvana biểu diễn trong buổi hoà nhạc của họ vào ngày 23 tháng 10 năm 1993 tại Aragon Ballroom ở Chicago đã xuất hiện trong phần quảng cáo cho băng nhạc của Nirvana một vài tháng sau đó. Một vài năm sau, những lời đồn về sự tồn tại một phiên bản bài hát trong phòng thu còn lwu truyền trong hàng ngũ fan của ban nhạc và nó được nói nhiều đến nỗi trở thành như là một huyền thoại. Đối với những người hâm mộ, sự xác nhận tồn tại thực sự của phiên bản này xuất hiện vào tháng 11 năm 2001 khi Access Hollywood cho chiếu một clip khoảng 10 giây về bài hát, đó là một phần trong cuộc phỏng vấn với Courtney Love. vào tháng 5 năm 2002, một vài clip "dài hơi" hơn đã xuất hiện trên Internet, đến từ một nguồn không xác định, và người truyền lên nói rằng anh ta chuẩn bị cho phát hành toàn bộ phần còn lại của bài hát. Tuy nhiên, nguồn này đã không tồn tại lâu vì lo ngại sự can thiệp của luật pháp. Tại thời điểm gần kết thúc phiên toà vào tháng 9 năm 2002, nhiều ngày trước khi tuyên bố phát hành Nirvana', toàn bộ phần bài hát đã không có như mong đợi. Mặc dù phiên bản thu âm trong studio đã tự bản thân là một bản nhạc thô với những lời ca chưa hoàn chỉnh, những người hâm một và cả không hâm mộ vẫn yêu thích bài hát, làm cho nó trở thành một trong những bài hát hay nhất được phát đi phát lại trên đài phát thanh vào những năm 2002 và 2003.
Nirvana đã được phát hành vào ngày 29 tháng 10 năm 2002. Đứng đầu album là bài "You Know You're Right", album bao gồm rất nhiều bài hát từ 3 album trước đó và một vài bài được trộn lẫn âm thanh và thu âm các bài hát tương tự như bài của Nirvana. Theo sau sự phát hành album, rất nhiều fan hâm mộ từ lâu đã phàn nàn về việc tuyển chọn các bài hát, nói rằng phiên bản của "Been a Son" (từ đĩa Blew) không phải là phiên bản được ưa thích hơn của ban nhạc và đĩa nhạc đã thiếu rất nhiều bài hát như "Sappy", bài đã được truyền đi trên đài phát thanh ở Mỹ sau khi Cobain chết. Các fan ngoài nước Mỹ yêu cầu thêm vào bài "Unplugged" trong album All Apologies (như là sự chống đối lại bài hát "In Utero") và thêm bài "About a Girl" trong album "Bleach" ("Unplugged" cũng là một đĩa đơn phổ biến vào năm 1994). Tuy nhiên, với thời lượng của đĩa dưới 50 phút, chắc chắn là có một khoảng trống lớn có các bài hát phổ biến khác như là "Love Buzz", "Drain You", "Aneurysm" và "Where Did You Sleep Last Night?" (đĩa gần đây có một vài bản phiên bản ngoại ngữ).
Vào tháng 10 năm 2004 hộp băng nhạc của Nirvana được phát hành có tên là With the Lights Out. Băng nhạc có khối lượng lớn các bản demo của Coabain, các bản thu âm các buổi diễn tập vẫn còn ở dạng thô và các bài hát thu trực tiếp xuyên suốt lịch sử âm nhạc của ban nhạc. Một điều ghi nhớ đối với các fan của Nirvana là bản thu âm trong phòng hiện vẫn chưa kết thúc có tên là "Old Age" và "Verse Chorus Verse" (khác với bản "Sappy") đã được thu âm trong album Nevermind. Một bài hát khác đáng nhớ trong cuốn băng là baen nhạc chơi ghi ta thường, sô lô bài hát có tên là "Do Re Mi", được thu âm bởi Cobain khi anh đang ở trong phòng ngủ. Bài hát nói lên rằng, thậm chí trong những ngày cuối cùng đầy xáo trộn của anh, Kurt vẫn có khiếu trong việc tạo ra những giai điệu đã được minh chứng trong những năm đầu tiên ở rất nhiều bài hát, ví dụ như trong "About a Girl".
Một album tổng hợp có tên Sliver: The Best of the Box được phát hành vào mùa thu năm 2005. Đĩa CD bao gồm 19 bài từ băng hộp, thêm vào đó 3 bài chưa phát hành lần nào và một phiên bản của bài hát "Spank Thru" từ cuốn băng demo Fecal Matter năm 1985. Theo Rolling Stone, Frances Bean, con gái của Cobain đã giúp cho việc lựa chọn tên và bìa cho album.
Trong một cuộc phỏng vấn vào năm 2002 với Jim DeRogatis Courtney Love đã miêu tả về số lượng những băng nhạc, bản demo không thể đếm được, và những bản thu âm trong phòng ngủ vẫn còn nguyên sau cái chết của Cobain. Ví dụ, một phiên bản có 4 bài của "Do Re Mi" hình như đã được thu âm với Kurt chơi trống, Pat Smear chơi ghi ta và Eric Erlandson chơi bass.

## Hậu Nirvana
Vào những năm tiếp theo sau khi ban nhạc Nirvana tan rã, hai thành viên còn lại vẫn tiếp tục sự nghiệp âm nhạc. Không lâu sau cái chết của Cobain, Grohl đã ghi âm một seri các bản demo mà cuối cùng trở thành album đầu tiên của nhóm Foo Fighters. Cũng vào năm 2005, ban nhạc Foo Fighters đã phát hành 5 album thương mại thành công. Bản phát hành gần đây nhất của Foo Fighters, In Your Honor, trong đó có bài "Friend of a Friend", là bài Grohl sáng tác vào năm 1990 về buổi gặp đầu tiên của anh với Cobain và Novoselic.
Ngoài việc kết hợp với the Foo Fighters, Grohl cũng tham gia đánh trống cho các ban nhạc như Tom Petty and the Heartbreakers, Mike Watt, Queens of the Stone Age, Tenacious D, Nine Inch Nails, Garbage và Killing Joke. Anh cũng đã thu âm một album các bài hát theo thể loại nhạc metal bao gồm rất nhiều giọng hát của các ca sĩ hát nhạc metal đầu thập niên 1980 được ưa thích của anh dưới cái tên Probot.
Sau khi Nirvana chấm dứt hoạt động, Novoselic thành lập ban nhạc Sweet 75. Gần đây, anh đã thành lập nên ban nhạc Eyes Adrift với Curt Kirkwood (thành viên cũ của Meat Puppets) và Bud Gaugh (thành viên cũ của Sublime). Anh cũng đồng thời biểu diễn trong một ban nhạc có tên là No WTO Combo với Kim Thayil của ban nhạc Soundgarden và Jello Biafra trong ban nhạc Dead Kennedys trong buổi Hội nghị của WTO vào năm 1999. Ngoài ra, Novoselic cũng chơi bass trong một bài hát do Johnny Cash trình diễn trong al bum vào năm 1996 của Willie Nelson có tên là "Twisted Willie" và chơi organ trong "Against the 70s" cho album năm 1995 của Mike Watt có tên là Ball-Hog or Tugboat?.
Quan trọng hơn, Novoselic đã trở thành một nhà hoạt động chính trị, thành lập một Hội đồng hoạt động chính trị có tên là JAMPAC để ủng hộ cho quyền của nhạc sĩ. Vào năm 2004, anh đã xuất bản một quyển sách tên là Of Grunge and Government: Let's Fix This Broken Democracy, quyển sách đã viết về sự nghiệp âm nhạc cũng như những nỗ lực chính trị của anh. Trong chiến dịch tranh cử Tổng thống Hoa Kỳ năm 2004, Grohl và Novoselic đã xuất hiện trên sân khấu để ủng hộ cho John Kerry.
Sau buổi diễn cuối cùng ở München, những thành viên còn lại của ban nhạc (bao gồm cả Pat Smear) đã chào tạm biệt các fan hâm một với sự buồn vui lẫn lộn. Tại cuối buổi trình diễn của Foo Fighters vào năm 1997 tại festival Bumbershoot ở Seattle, Grohl bỗng nhiên nhảy ra phía sau bộ trống, còn Novoselic đi lại trên sàn diễn với cây ghi ta bass trên tay. Ba người (Grohl, Novoselic và Smear) chơi một bản serenade cho đám đông đã cổ vũ nhiệt tình với bản cover "Purple Rain" của Prince và "Communication Breakdown" của Led Zeppelin. Buổi trình diễn như một lời chào khẽ khàng (và mạnh mẽ) từ trái tim các thành viên ban nhạc tới Seattle và tới tất cả những người đã ủng hộ Nirvana với sự tồn tại ngắn ngủi, nhưng ầm ĩ và không thể quên được của ban nhạc.

## Courtney Love và giấy chứng nhận
Vào tháng 4 năm 2006 vợ goá của Kurt Cobain, Courtney Love, đã tuyên bố rằng cô đã bán cho tạp chí Rolling Stone 25% giá trị vốn của các bài hát trong catalog của Nirvana với giá là 50 triệu đô la Mỹ. Người cuối cùng của thoả thuận này là Larry Mestel, một cựu thành viên CEO của hãng Virgin Records và hiện tại là người đứng đầu Nhà xuất bản Primary Wave Music.

## Thành viên
| Đội hình chính - Kurt Cobain – giọng ca chính, guitar (1987–1994) - Krist Novoselic – bass (1987–1994) - Dave Grohl – trống, hát đệm (1990–1994) Thành viên lưu diễn; - John Duncan – guitar (1992–1993) - Lori Goldston – cello (1993–1994) - Melora Creager – cello (1994) - Pat Smear – guitar, hát đệm (1993–1994) | Thành viên cũ - Aaron Burckhard – trống (1987, 1988) - Dale Crover – trống (1988, 1990) - Dave Foster – trống (1988) - Chad Channing – trống (1988–1990) - Jason Everman – guitar (1989) Thành viên tạm thời - Mark Pickerel – trống (1989) - Dan Peters – trống (1990) - Kirk Canning – cello (1991) - Kera Schaley – cello (1993) |

## Đĩa nhạc
Album phòng thu
- Bleach (1989)
- Nevermind (1991)
- In Utero (1993)

## Sách tham khảo
- Azerrad, Michael. Come as You Are: The Story of Nirvana. Doubleday, 1994. ISBN 0-385-47199-8
- Cross, Charles R. Heavier Than Heaven: A Biography of Kurt Cobain. Hyperion, 2001. ISBN 0-7868-8402-9
- DeRogatis, Jim. Milk It!: Collected Musings on the Alternative Music Explosion of the 90's. Da Capo, 2003. ISBN 0-306-81271-1
- Gaar, Gillian G. In Utero. Continuum, 2006. ISBN 0-8264-1776-0
- Rocco, John (editor). The Nirvana Companion: Two Decades of Commentary. Schirmer, 1998. ISBN 0-02-864930-3